# 210232 Zhangjinqiu
210232 Zhangjinqiu è un asteroide della fascia principale. Scoperto nel 2007, presenta un'orbita caratterizzata da un semiasse maggiore pari a 2,6701763 UA e da un'eccentricità di 0,2381050, inclinata di 3,04176° rispetto all'eclittica.